# Zapoteca
Genre
Zapoteca est un genre de plantes à fleurs dicotylédones de la famille des Fabaceae, sous-famille des Mimosoideae, originaire des régions tropicales d'Amérique, qui compte une vingtaine d'espèces acceptées.

## Liste d'espèces
Selon The Plant List (26 septembre 2018) :
- Zapoteca aculeata (Benth.) H.M.Hern.
- Zapoteca alinae H.M.Hern.
- Zapoteca amazonica (Benth.) H.M.Hern.
- Zapoteca andina H.M.Hern.
- Zapoteca caracasana (Jacq.) H.M.Hern.
- Zapoteca costaricensis (Britton & Rose) H.M.Hern.
- Zapoteca filipes (Benth.) H.M.Hern.
- Zapoteca formosa (Kunth) H.M.Hern.
- Zapoteca gracilis (Griseb.) Bassler
- Zapoteca lambertiana (G.Don) H.M.Hern.
- Zapoteca media (M.Martens & Galeotti) H.M.Hern
- Zapoteca microcephala (Britton & Killip) H.M.Hern.
- Zapoteca mollis (Standl.) H.M.Hern.
- Zapoteca nervosa (Urb.) H.M.Hern.
- Zapoteca portoricensis (Jacq.) H.M.Hern.
- Zapoteca quichoi H.M. Hern. & Hanan-Alipi
- Zapoteca ravenii H.M.Hern.
- Zapoteca scutellifera (Benth.) H.M.Hern.
- Zapoteca sousae H.M. Hern. & A. Campos V.
- Zapoteca tehuana H.M.Hern.
- Zapoteca tetragona (Willd.) H.M.Hern.